# Círculo de piedras de Castlerigg

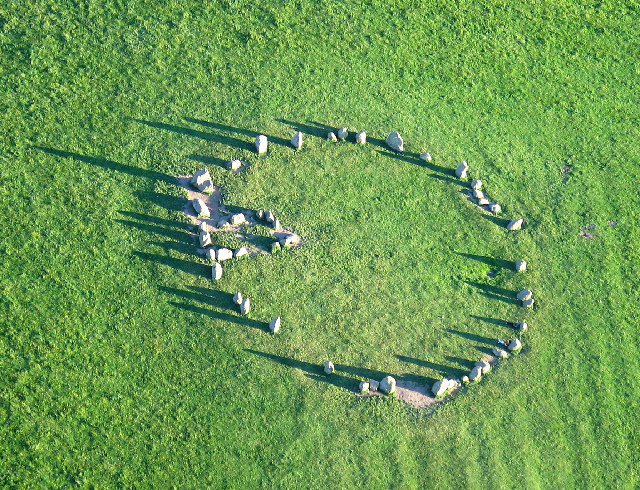
Vista aérea del círculo de piedras de Castlerigg, 11 de julio de 2005 a las 20:13.

El círculo de piedras de Castlerigg (también conocido por Castlerigg Stone Circle, Keswick Carles, Carles, Carsles y Castle-rig, todos ellos en inglés), cerca de Keswick en Inglaterra, es uno de los crómlechs mayores del Reino Unido y el que tiene, probablemente, el asentamiento más impresionante de todos, además de ser el más visitado de Cumbria. Cada año, miles de personas recorren un corto trecho entre Keswick y la meseta de Castlerigg Fell y Chestnut Hill, en la que se encuentra el monumento. Esta meseta es el centro elevado de un anfiteatro natural creado por las colinas de los alrededores y desde dentro del círculo es posible ver algunos de los picos más altos de Cumbria: Helvellyn, Skiddaw, Grasmoor y Blencathra.

## Toponimia
El nombre castle proviene de una confusión de Stukeley al transcribir el nombre cuando lo visitó en 1725 y le mencionaron Keswick Carles.

## Descripción
Las piedras son de una pizarra local, dispuestas en un círculo achatado, de 32,6 metros (107 pies) en su diámetro más ancho y 29,5 metros (97 pies) en su parte más estrecha. La piedra más pesada se ha estimado que pesa alrededor de 16 toneladas y la más alta mide aproximadamente 2,3 metros (8 pies). Existe una apertura de 3,3 metros (11 pies) de ancho en su extremo norte, que puede haber sido una entrada. Dentro del círculo, colindante a su cuadrante oriental, hay una configuración más o menos rectangular de otras 10 piedras. El círculo fue construido, probablemente, alrededor de 3200 a. C. (finales del Neolítico, principios de la Edad del Bronce), por lo que es uno de los primeros círculos de piedra en Gran Bretaña y, posiblemente también de Europa. Es importante para los arqueoastrónomos, que han señalado que la salida del sol durante el equinoccio de otoño es sobre la cima de Threlkeld Knott, una colina a 3,5 km al este. Algunas piedras en el círculo se han alineado con la salida del sol en pleno invierno y varias posiciones lunares.
Hay una tradición que dice que es imposible contar el número de piedras en Castlerigg, cada intento obtiene una respuesta diferente. Esta tradición, sin embargo, podría no alejarse mucho de la realidad. Debido a la erosión del suelo alrededor de las piedras, causada por el gran número de visitantes al monumento, varias piedras más pequeñas han 'aparecido' junto a algunas de las piedras más grandes. Debido a que estas piedras son muy pequeñas, es probable que las piedras fueran usadas para apoyar las piedras más grandes cuando el círculo se construyó y habrían sido enterradas. Las diferencias de opinión en cuanto al número exacto de piedras en Castlerigg dependen generalmente del observador, según tenga en cuenta estas piedras de apoyo, o no, algunos cuentan 38 y otros 42. El número oficial de piedras, como se representa en el panel de información del English Heritage situado en el monumento, es de cuarenta, y otros autores indican que permanecen 38 piedras de las 42 originales que formaron el monumento, 32 de las cuales son las que permanecen en pie. Entre los confundidos se encuentra Stukeley que menciona un número de 50 piedras.
En el siglo XX, una piedra aislada fue erigida por un agricultor aproximadamente 90 metros al sudoeste de Castlerigg. Esta piedra tiene muchas cicatrices lineales a lo largo de su lado, aparentemente por golpeo repetido de un arado, lo que sugiere que una vez estuvo enterrada bajo la superficie y también por qué el agricultor la desenterró. No es posible decir si esta piedra era originalmente parte del círculo, o simplemente una roca depositada de forma natural.

## Interpretaciones arqueológicas

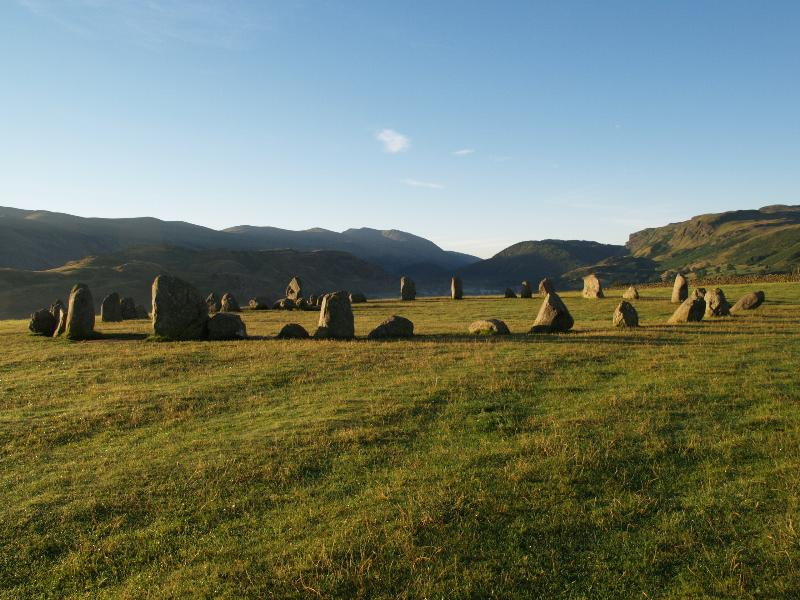
Crómlech de Castlerigg, abril de 2005.

La motivación original de la construcción de Castlerigg, su utilización posterior y cómo esto puede haber cambiado con el tiempo, no se conoce con certeza. La creencia actual ha vinculado Castlerigg con la industria del hacha de Langdale del Neolítico en los cercanos páramos de Langdale, con el círculo actuando como lugar de encuentro donde estas hachas eran objeto de comercio o intercambio. Estas hachas de piedra se encuentran ritualmente depositadas con frecuencia en toda Gran Bretaña, lo que sugiere que su uso va más allá de sus capacidades prácticas mundanas. Debido a esto, el intercambio o comercio de hachas de piedra, no habría sido posible sin tener en primer lugar un ritual o ceremonia. El círculo de piedra de Castlerigg podría haber sido el espacio en el que estos rituales y ceremonias fueron realizados.

## Estudio por anticuarios de Castlerigg

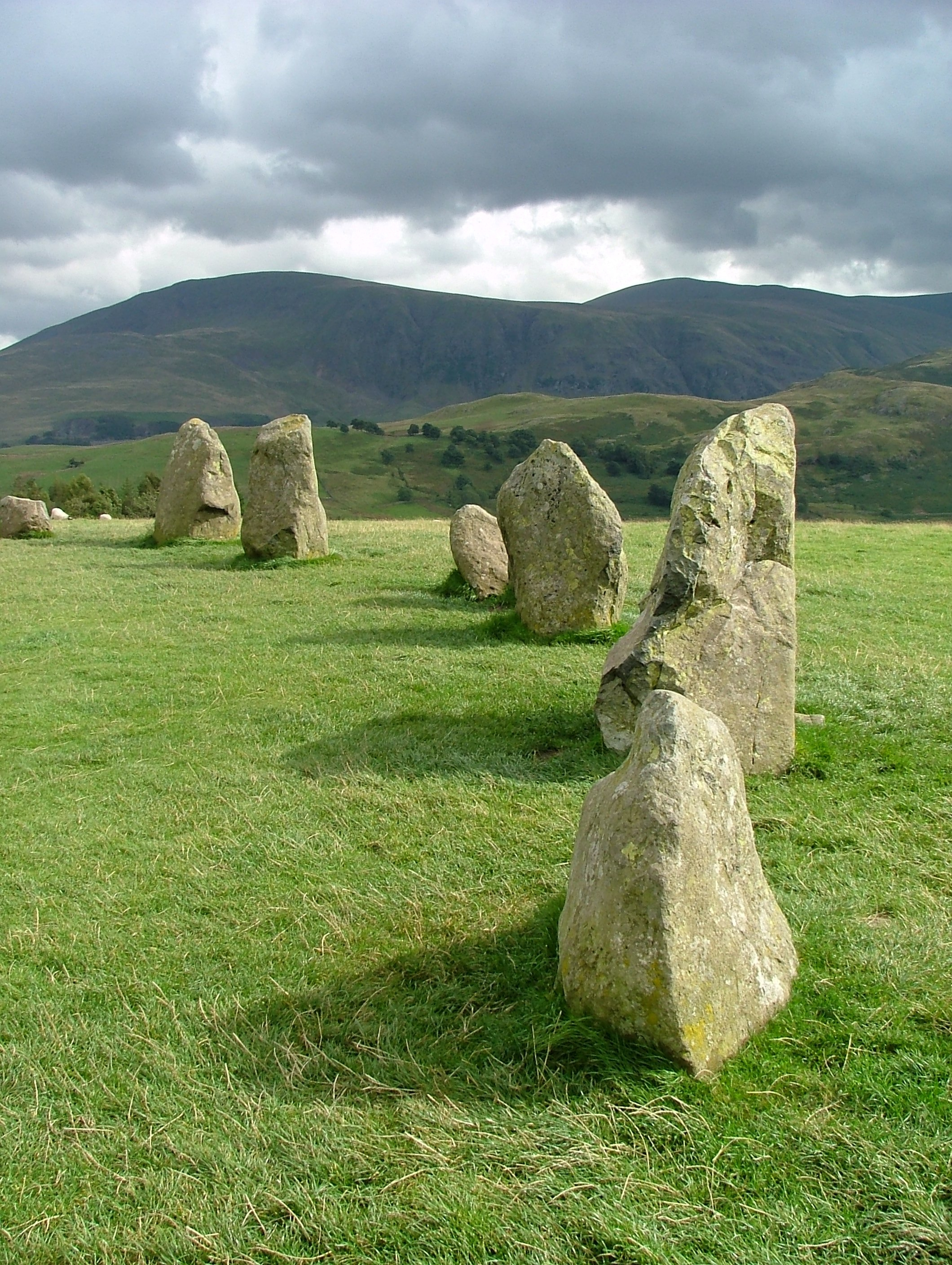
Piedras de Castlerigg, septiembre de 2005.

Dos de los primeros anticuarios de Gran Bretaña, John Aubrey (1626-1697) y William Camden (1551-1623), visitaron Cumbria con la intención de estudiar los monumentos megalíticos de la zona. Ambos describen Long Meg and Her Daughters, otro círculo de grandes piedras, y recogieron la leyenda local asociada a este monumento, pero ninguno de ellos menciona haber visitado Castlerigg o el área alrededor de Keswick. John Aubrey fue también el primer escritor en conectar erróneamente los monumentos megalíticos del Neolítico y la Edad del Bronce con los druidas de la Edad del Hierro.
No fue sino hasta principios del siglo XVIII cuando Castlerigg llamó la atención del público en general, cuando William Stukeley (1687-1765) visitó el sitio, en 1725.
Lo que relata Stukeley de su visita a Castlerigg es breve y se publicó en su Itinerarium Curiosum en 1776, 11 años después de su muerte. La visita de Stukeley es importante, ya que es el registro escrito más antiguo del círculo de piedra en Castlerigg:

...una milla antes de llegar a Keswick, en una eminencia en medio de una gran concavidad de estos agrestos montes, y no lejos de la orilla del río Greata, observé otra obra celta, muy completa: tiene 100 pies de diámetro, y se compone de cuarenta piedras, algunas muy grandes. En el extremo este de la misma hay una tumba, hecha de otras piedras, como en número de diez: ésta se coloca en el extremo este del círculo, y dentro de ella: no hay una piedra que desean, aunque algunas se han movido un poco respecto de su primera localización: lo llaman Carsles, y, de manera degenerada, supongo, Castle-rig. Parece que hay otro círculo más amplio en los prados junto a la ciudad.
(Stukeley 1969 vol. II, 48).

Stukeley pudo describir el círculo en su forma actual, ya que ha cambiado poco en los tres siglos desde su visita. El recinto rectangular dentro del círculo, que Stukeley identificó como una tumba, aún está compuesto por 10 piedras. No está clara, sin embargo, la razón por la que Stukeley creyó que al círculo no le faltaba ni una sola piedra. Hoy en día hay varios grandes huecos en el círculo, lo que sugiere que un número de piedras pudo haber sido movido a una posición diferente (posiblemente después de la caída de la piedra) o haber sido retirado. Por supuesto, no hay certeza hoy en cuanto a la apariencia original del círculo, o lo mucho que puede haber cambiado en los milenios anteriores, antes de la visita de Stukeley. Se cree, sin embargo, que el círculo se mantiene en un estado relativamente intacto, cambiado ciertamente, pero no lejos de su diseño original.
La observación de Stukeley de un segundo círculo en el siguiente terreno es una gran revelación que coloca las piedras de Castlerigg en un nuevo contexto, que no dé una descripción avala la frustración que sienten los investigadores modernos cuando se trata de las obras de anticuarios. Esta mención puede ser fácilmente tomada hoy como pura fantasía o se podría pensar que había descrito erróneamente una característica natural, ya que no hay evidencia hoy en día, ya sea sobre el terreno o en las posteriores observaciones de los estudiosos.

## ElsigloXIX

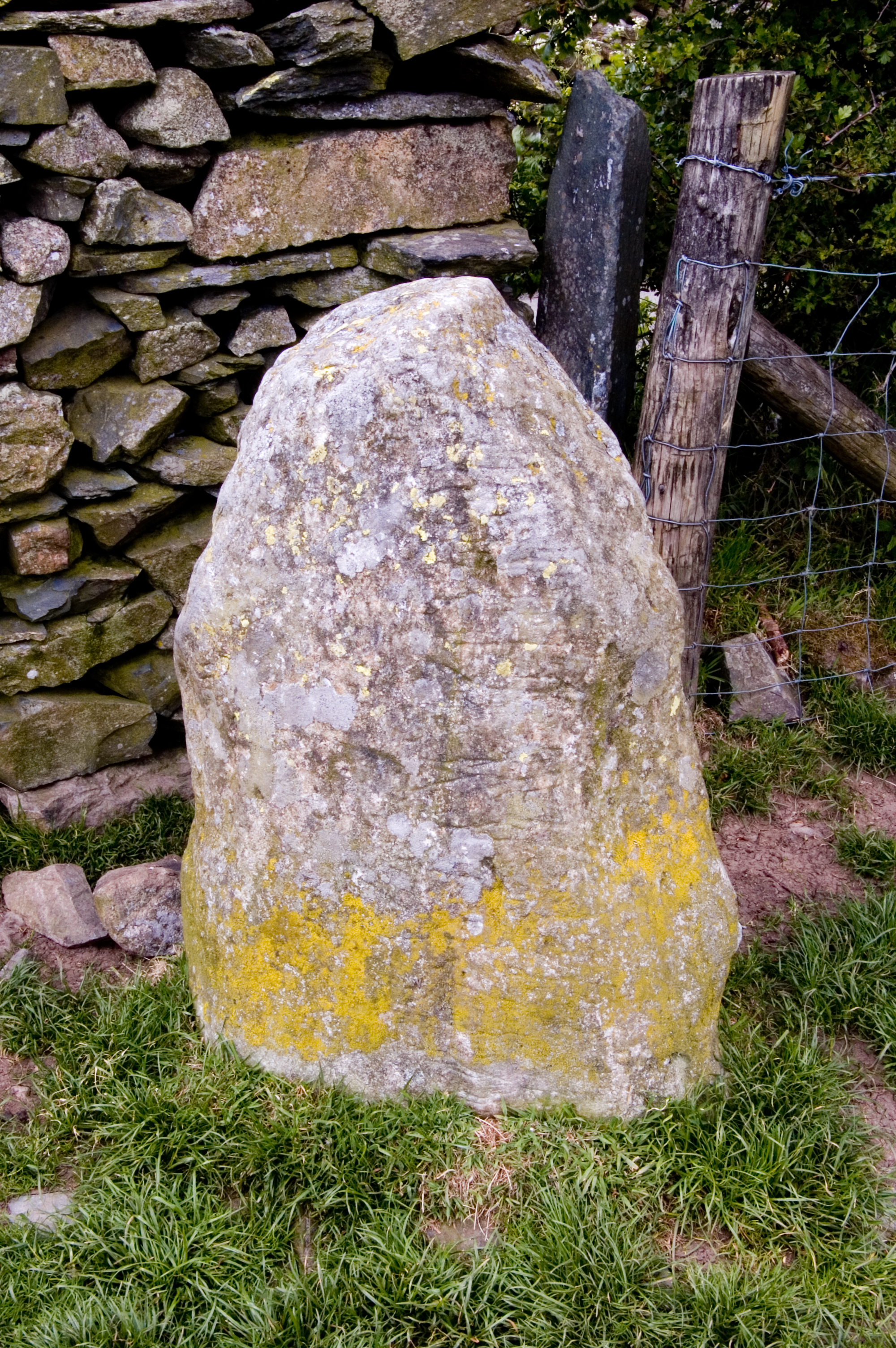
Piedra aislada del círculo de Castlerigg mostrando posibles daños causados por arado.

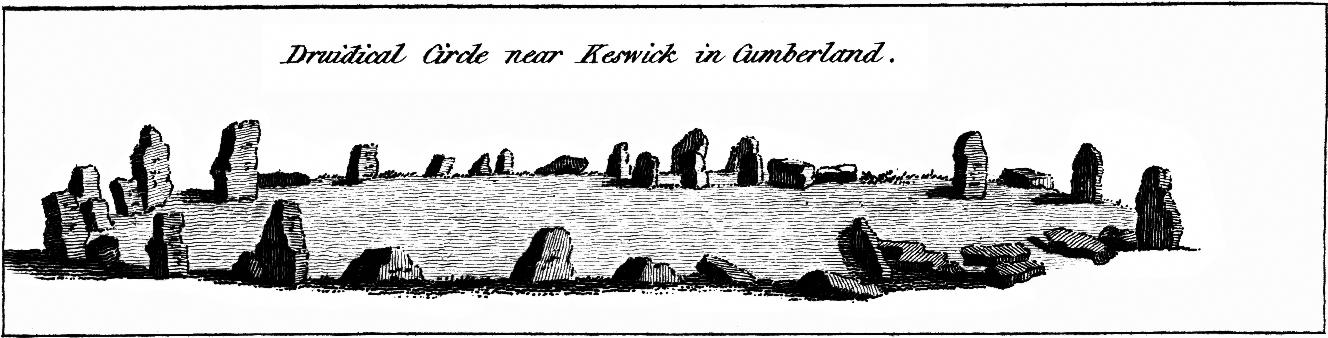
Círculo druídico cerca de Keswick en Cumbria. F. Grose, 1783.

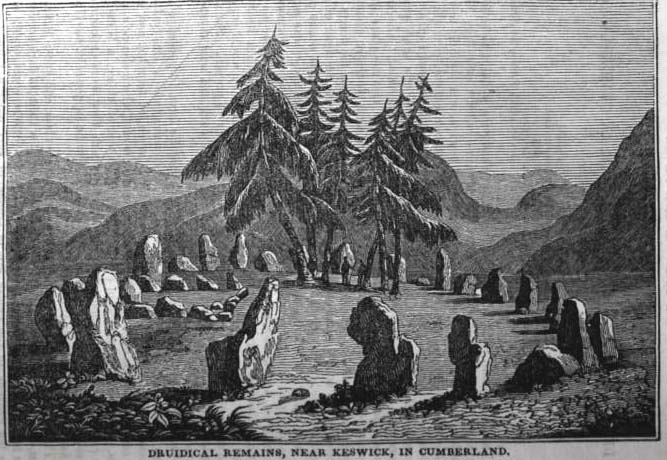
Restos druídicos, cerca de Keswick, Cumbria, Robert Sears, 1843.

El paisaje aparentemente virgen y atemporal donde se sitúa el círculo de piedras de Castlerigg sirvió de inspiración para los poetas, pintores y escritores del movimiento romántico del siglo XIX. El pasaje del Hyperion de John Keats "La escasez de imágenes de la vida, una aquí, otra allá,/yacen grandes y de lado, como un circo triste/ de piedras druídicas, en un erial desolado..." se ha indicado que se inspiró en su visita a las piedras, una visita, al parecer, con la que estaba muy impresionado. Samuel Taylor Coleridge, en 1799, visitó Castlerigg con William Wordsworth y escribió de él, que a una milla y media de Keswick está "... un círculo druídico [donde] las montañas están una detrás de otra, en disposición ordenada como si estuviesen convocadas y atentas a la asamblea de los magos blancos".
Una primera descripción del crómlech de Castlerigg se puede encontrar en el libro de 1843 The Wonders of the World in Nature, Art and Mind, de Robert Sears. En el pasaje a continuación, Sears también cita una descripción anterior del círculo por Ann Radcliffe (Sra. Radcliffe):

«El círculo druídico, representado en la lámina, se encuentra en la cima de una eminencia acentuada y dominante llamada Castle-Rigg, a una milla y media en la antigua carretera que discurre desde Keswick, sobre las colinas de Penrith, una situación tan salvaje, vasta y hermosa, que no se puede, quizás, encontrar mejor forma de transmitir la sensación que adoptando las palabras de la célebre escritora Sra. Radclifle, quien, viajando por el mismo terreno hace años, describió la escena: “Ya sea que nuestro juicio”, dice ella, “fuera influenciado por la autoridad de una elección de druidas, o que el lugar mismo nos lo transmitió, pensamos que este sitio es el más grandioso de todos los que hemos visitado hasta el momento. Hay, quizás, ni un solo objeto en la escena que interrumpa el tono solemne de sentirse impresionado por su carácter general de profunda soledad, grandeza y tremendo estado salvaje. Castle-Rigg, es el punto central de tres valles que atrae directamente la mirada, y cuyas montañas forman parte de un anfiteatro, que se completa con los Borrowdale en el oeste, y por los precipicios de Skiddaw y Saddleback, cerca en el norte. El matiz que impregna todas estas montañas es el de brezo oscuro o la roca, que se lanzan en todas sus formas y direcciones que la imaginación permite, y que a esa distancia permite a toda su grandeza prevalecer. Tal reclusión y sublimidad, de hecho, se adaptan bien a los oscuros y fantásticos misterios de los druidas”.»

Sears continúa con su descripción:

«El aquí representado es de los primeros, o de tipo simple, y consiste, en la actualidad, en alrededor de cuarenta piedras de diferentes tamaños, todas o la mayoría de ellas, de granito oscuro, la más alta de unos dos metros, varias de algo más de uno, y otras considerablemente menos y los pocos abetos en el centro son, por supuesto, de crecimiento muy moderno. La forma puede, con más propiedad, ser llamada un óvalo, siendo de treinta y cinco metros en una dirección, y treinta y tres metros en la otra, la cual se asimila a la de Rollrich exactamente, pero lo que lo distingue de todos los demás restos druídicos de la misma naturaleza, es el recinto rectangular en el lado este del círculo, abarcando un espacio de unos ocho metros por cuatro. El objeto de él es cuestión de conjeturas, por parte de algunos se supone que ha sido una especie de capilla, donde se reunían los druidas, separados de lo terréneo, para llevar a cabo sus ritos, sus adivinaciones, o sentarse en el consejo para determinar las controversias, otros consideran que ha tenido fines funerarios, probablemente podría haber sido destinado para ambos.»
Sears, 1843, pp. 519-523

El final del siglo XIX vio un aumento en la investigación del círculo de piedras de Castlerigg. C.W. Dymond visitó el círculo en 1878 y 1881, a partir de las cuales realizó el primer plano preciso de las piedras. Indicó la existencia de un mojón interno, que era claramente visible en ese momento, pero se habían perdido los otros dos mojones observados por Benjamin Williams en 1856, por lo que esos dos elementos no se han definido de forma precisa nunca.
La única excavación arqueológica conocida en Castlerigg se llevó a cabo por W.K. Dover en 1882, un año antes de que el sitio fuese catalogado. Su excavación se enfocó al interior del recinto rectangular del lado oriental del círculo y el relato de su excavación es breve y sin detalles, en un viaje de un día al círculo el 5 de octubre de 1882, por miembros de la Sociedad Arqueológica de Anticuarios de Cumberland y Westmorland y que fue publicado en 1883:

«Antes de la visita de la Sociedad se habían realizado algunas excavaciones bajo la supervisión del Sr. W. Kinsey Dover, con el fin de encontrar si el subsuelo revelaba cualquier cosa que pueda conducir a alguna conclusión acerca de la edad o el objeto del círculo. El siguiente informe existente es del Sr. Dover: longitud del recinto dentro del círculo de piedra de Keswick, 22 pies, en la dirección este a oeste; 11 pies, norte a sur. Longitud de lo abierto, 18 a 19 pies; ancho, 3 pies y 3 pulgadas, con dos cortes transversales de unos 2 pies. La profundidad del suelo superficial oscuro hasta donde el suelo no perturbado amarillo aparece, 14 pulgadas, con la excepción de una pequeña porción en el extremo oeste, donde el suelo negro mezclado con piedras continúa hasta una profundidad de 3 pies. En la parte inferior, he encontrado lo que creo que son algunas piezas pequeñas de madera quemada o carbón, también algún tipo de tierra oscura untuosa, traje sendas muestras.»
(Dover 1883, 505).

Lo que les sucedió posteriormente a las muestras de "madera quemada o carbón" y "la tierra oscura untosa" se desconoce, es probable que se perdieran o si no, estarían tan contaminadas que no valdrían la pena para un análisis científico moderno. Sin embargo, la excavación de Dover es la única que se ha llevado a cabo en Castlerigg. Pero algunos creen, que sobre la base de las dimensiones indicadas por Dover, que si alguna estratigrafía existe en el rectángulo todavía no haya sido completamente destruida y el potencial de crear una secuencia relativa entre el círculo y el recinto debe mantenerse como una posibilidad. Es poco probable que nuevas excavaciones alrededor de las piedras se permitieran hoy como es que no está ni amenazado por la agricultura ni por el desarrollo y la erosión de la superficie del suelo por los numerosos visitantes se mantiene bajo control y no es suficiente para afectar la integridad de las piedras.

## Investigaciones recientes

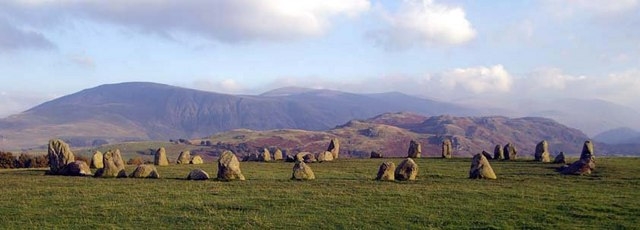
El crómlech con las montañas al fondo: The Dodds, Clough Head, High Rigg, etc.

Gran parte de nuestro conocimiento y comprensión del círculo de piedras de Castlerigg se ha transmitido a nosotros por el trabajo de los anticuarios del siglo XVIII y aficionados del siglo XIX. Teniendo en cuenta que los círculos de piedra de Cumbria, en general, son de tal antigüedad, siendo los primeros círculos de piedra en el conjunto de Europa, es sorprendente que tan poco trabajo se haya llevado a cabo bajo condiciones modernas y que ninguno de los círculos de piedra de Cumbria hasta la fecha haya sido científicamente datado.
Desde la década de 1960, los nombres de Aubrey Burl y Alexander Thom se han convertido en sinónimos de círculos de piedra y ambos hombres han contribuido significativamente a la literatura sobre este tema, estando en bandos opuestos en cuanto a la interpretación de su finalidad y significado. Las obras de Burl apoyan firmemente la idea de que los círculos de piedra fueron construidos por los campesinos primitivos y fanáticos, y que toda la geometría dentro del círculo, o alineamientos astronómicos, son pura coincidencia o simbología de la naturaleza. Thom, en cambio, es un defensor de la teoría que los constructores de círculos eran astrónomos y matemáticos expertos y sugiere que estas habilidades se pueden ver en todos los círculos de piedra, de todas partes. Aunque ninguna de las obras de Burl, ni de Thom, tratan en exclusiva a Castlerigg, sí tratan de situar todos los círculos de piedra de la Gran Bretaña en un contexto y de explicar su propósito.
English Heritage sometió la zona y el terreno inmediato al oeste a un estudio geofísico en 1985 con el fin de mejorar nuestra comprensión del círculo de piedra y para proporcionar una mejor interpretación para los visitantes. Un informe completo de los resultados de 1985 aún no se ha publicado.
En 2004, la Dr. Margarita Díaz-Andreu, del Departamento de Arqueología de la Universidad de Durham, encargó un estudio de las piedras de Castlerigg en respuesta a las demandas por el supuesto arte rupestre prehistórico descubierto allí. Utilizaron una técnica de investigación pionera que empleaba un láser para formar imágenes en tres dimensiones de la superficie de las piedras. Sólo grafitis modernos fueron descubiertos y ni rastro de las presuntas tallas de arte prehistórico.

## Conservación de la historia
En 1883, el círculo de piedras de Castlerigg fue catalogado, convirtiéndose en uno de los primeros monumentos antiguos registrados en Gran Bretaña e Irlanda, y ocupando de esta forma un pequeño lugar en la historia de la conservación arqueológica. En 1913, Canon Hardwicke Rawnsley, uno de los fundadores de la National Trust, fue uno de los organizadores principales de una suscripción pública que compró el terreno en que se encuentra el círculo de piedras, que luego donó al National Trust.